# Сніжнянська міська територіальна громада
Сніжнянська міська територіальна громада — територіальна громада в Україні, у  Горлівському районі Донецької області. Адміністративний центр — місто Сніжне.
Територія утвореної територіальної громади є тимчасово окупованою.
Утворена розпорядженням Кабінету Міністрів України від 12 червня 2020 р. № 710-р.

## Населені пункти
У територіальній громаді 30 населених пунктів — 1 місто, 14 селищ і 15 сіл:
- місто Сніжне

Селища:
- Андріївка
- Балка
- Бражине
- Гірницьке
- Залісне
- Кожевня
- Лиманчук
- Молчалине
- Никифорове
- Первомайське
- Первомайський
- Побєда
- Сєверне
- Сухівське

Села:
- Верхній Кут
- Дібрівка
- Дмитрівка
- Зрубне
- Латишеве
- Мануйлівка
- Маринівка
- Передерієве
- Петрівське
- Розсипне
- Саурівка
- Степанівка
- Тарани
- Червона Зоря
- Чугуно-Крепинка